# سوخو-۲۶
سوخو-۲۶ (به انگلیسی: Sukhoi Su-26) یک هواگرد ساختِ کارخانهٔ سوخو در کشور اتحاد جماهیر سوسیالیستی شوروی است. این هواگرد برای نخستین بار در ۱ ژوئن ۱۹۸۴ میلادی مورد استفاده قرار گرفت.